# Ильин, Сергей Гаврилович
Сергей Гаврилович Ильин (1923 — 2007) — участник Великой Отечественной войны, бригадир колхоза и Герой Социалистического Труда.

## Биография
Родился в 1923 году в деревне Старово (ныне Бежецкий район, Тверская область) в крестьянской семье. По национальности — русский. Образование получил в сельской школе, после чего начал работать в местном колхозе.
18 октября 1941 года был призван в Красную армию. На передовой с декабря того же года. Во время войны Сергей Ильин был ранен 6 раз. Служил в 252-м стрелковом полк (70-я стрелковая дивизия). 26 августа 1944 года за то что постоянно содержал свой пулемёт в чистоте и боевой готовности и проявленную за доблесть в боях за Родину, младший сержант Сергей Ильин был награждён своей второй медалью «За отвагу».
После демобилизации вернулся в родные края, где вновь начал работать в колхозе имени Ильича, а позже стал бригадиром в одном из лучших хозяйство в области. 11 декабря 1973 года Сергею Ильину было присвоено звание Герой Социалистического Труда. В последующие годы бригада под руководством Сергея Ильина получала ещё более высокие урожаи. Жил в родной деревне, где и скончался в 2007 году.

## Награды
Сергей Гаврилович Ильин был награждён следующими наградами:
- Медаль «Серп и Молот» (11 декабря 1973 — № 15316);
- Орден Ленина (11 декабря 1973 — № 421597);
- Орден Отечественной войны 1-й степени (11 марта 1985)[3];
- Орден Трудового Красного Знамени (15 декабря 1972);
- 2 медали «За отвагу» (26 августа 1944 и 3 апреля 1945)[2][4];
- 2 медали ВДНХ (1973 и 1975).